# Енергетика Словаччини

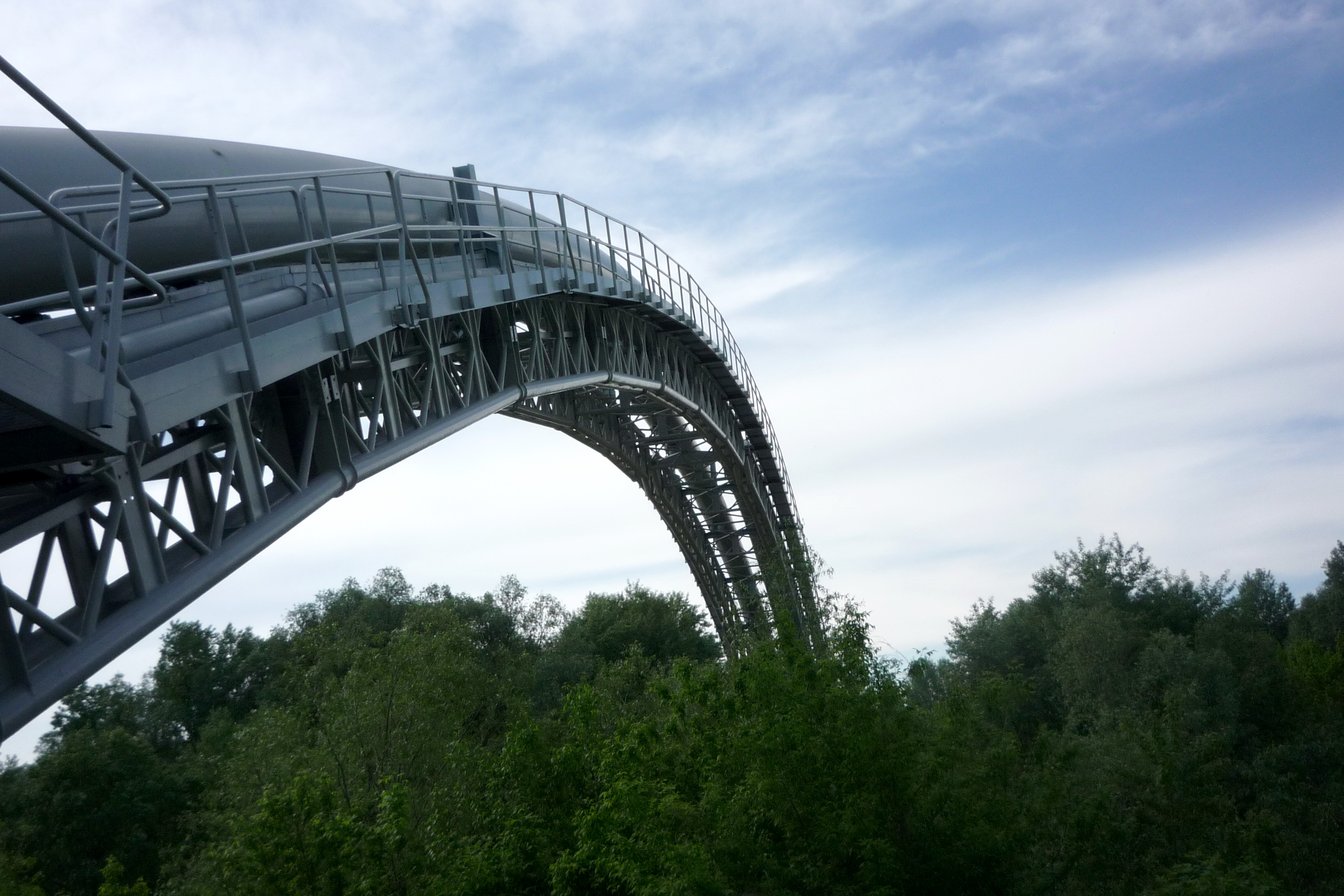
Газопровід Іжковце - панорама

Енергетика Словаччини — виробництво, споживання та імпорт енергії та електроенергії в Словаччині. 
Первинне споживання енергії у Словаччині становило 194 TWh та 36 TWh на мільйон жителів у 2009 році. 

## Огляд
| | Населення (млн) | Первинна енергія (TWh) | Виробництво (TWh) | Імпорт (TWh) | Електроенергія (TWh) | CO2-викиди (Mt) |
| --- | --------------- | ---------------------- | ----------------- | ------------ | -------------------- | --------------- |
| 2004 | 5.38            | 213                    | 75                | 143          | 27.39                | 37.66           |
| 2007 | 5.40            | 208                    | 70                | 144          | 28.34                | 36.80           |
| 2008 | 5.41            | 213                    | 75                | 139          | 28.48                | 36.23           |
| 2009 | 5.42            | 194                    | 69                | 131          | 26.69                | 33.17           |
| 2012 | 5.44            | 202                    | 75                | 131          | 28.87                | 33.86           |
| 2012R | 5.41            | 194                    | 75                | 118          | 27.78                | 31.88           |
| 2013 | 5.41            | 200                    | 77                | 121          | 28.16                | 32.38           |
| Зміна 2004-09                                                                                            | 0.7%            | -8.8%                  | -8.0%             | -8.5%        | -2.6%                | -11.9%          |
| Mtoe = 11.63 TWh, Первинна енергія включає втрати 2012R = Критерії розрахунку СО2 змінені, дані оновлено |                 |                        |                   |              |                      |                 |

Словаччина є чистим імпортером енергії. Частка імпорту становила 63% споживання первинної енергії у 2009 році.

## Горючі корисні копалини

### Нафта
Slovnaft - найбільший нафтопереробний завод у Словаччині.

### Природний газ
Slovenský plynárenský priemysel (Словацька газова промисловість) є головним постачальником природного газу Словаччини.

## Атомна енергія
У 2014 році чотири діючі реактори на двох електростанціях (АЕС Богуниці і АЕС Моховце) виробили 14,42 ТВ • год. Три інші реактори в Богуниці перебувають у постійному відключенні. Ще два реактори будуються в Моховце.

## Відновлювальна енергія

### Енергія вітру
Наприкінці 2010 року потужність вітроенергетики в Словаччині 3 МВт була найнижчою з країн ЄС, крім Мальти та Словенії.  Завданнями EWEA є виробництво 14-17% електроенергії ЄС з вітровою енергією до 2020 року та економія в Європі 28 мільярдів євро на рік. 

## Зміна клімату
Викиди вуглекислого газу загалом на душу населення у 2007 році склали 6,8 т CO2 у порівнянні із середнім рівнем 7,9 т в ЄС. Зміна викидів 2007/1990 р. (%) становила -35,1%. У 2007 році в Європі словацькі викиди вуглекислого газу на душу населення (6,8 т CO2) були вищими, ніж в Угорщині (5,4), Швеції (5,1), Португалії (5,2) або Швейцарії (5,6) і нижчі, ніж у Чехії (11,8), Люксембурзі (22,4), Фінляндії (12,2), Нідерландах (11,1), Німеччині (9,7) або Ірландії (10,1) 
Викиди 1990 р. складали 74 млн. тонн СО2 екв. Мета Кіотського протоколу - скорочення викидів на 6 Мт (-8%).